# スキバラ
『スキバラ』は、テレビ東京系列局で毎週月曜日から金曜日の18時30分 - 19時00分（JST）に放送されていたバラエティ番組枠である。
すべての番組を吉本興業がテレビ東京と共同制作し、同社所属のお笑い芸人が司会を務めた。
なお、『スキバラ』の由来は「スキなバラエティ」から、となっている。

## 概要
主に小学生などの子供をターゲットとした内容。他局がワイドショーや報道番組を放送する時間帯の民放で唯一のバラエティ番組のため、ある程度は成人の視聴者も取り込んでいたと推測される。また、系列外局では深夜に放送していた局もあった。

### 歴史
- 2005年4月、テレビ東京（関東ローカル）でガレッジセール・ココリコ・雨上がり決死隊・極楽とんぼ・ロンドンブーツ1号2号（並びは曜日順）の5組が日替わりでMCをつとめる月～金曜17:25 - 18:00枠の生放送バラエティ番組『ぶちぬき』がスタート。
- 2006年4月の改編でテレ東が18時台に2本編成していたアニメ枠を30分繰り上げ（→アニメ530）たため、空いた18時30分枠に「ぶちぬき」出演者によるバラエティ番組枠を設定した。（それぞれの出演曜日は『ぶちぬき』と同じ。）
- 2006年7月の山本圭一の不祥事により、木曜日MCの極楽とんぼが降板。（番組は加藤のみで同年9月まで続いた）替わって同年10月からキングコングが起用された。
- 番組当初から放送していた火曜日の『ココリコミリオン家族』は、2007年7月から火曜夜7時に移動・拡大された。後継番組は『タカトシの空飛ぶチェリーパイ』。
- 2007年4月から全番組字幕放送になった。
- 2008年7月7日～7月11日の1週間はテレビ東京の地上波デジタル放送のチャンネルをアピールする「スキバラデジタル7chまつり」として放送された。
- 2009年4月6日より帯番組『ピラメキーノ』が開始することに伴い、全5番組は全て終了した。前番組では『タカトシの空飛ぶチェリーパイ』と『ロンブーの怪傑!トリックスター』のみハイビジョン制作であったが、『ピラメキーノ』からは全曜日ハイビジョン制作となった。

## 出演者
- 月曜日
  - ガレッジセール（2006年4月3日～2009年3月30日）
  - 滝井礼乃（当時テレビ東京アナウンサー）（2006年4月3日～2007年3月26日）
  - いもうと（2006年4月3日～2007年3月26日）
  - 増田和也（当時テレビ東京アナウンサー）（2007年4月2日～2009年3月30日）
- 火曜日
  - ココリコ（2007年7月17日から番組がゴールデンタイムに進出したため。2006年4月4日～2007年7月3日）
  - 亀井京子（当時テレビ東京アナウンサー）（同じくゴールデンタイムに進出したため。2006年4月4日～2007年7月3日）
  - タカアンドトシ（2007年7月24日～2009年3月31日）
  - 繁田美貴（テレビ東京アナウンサー）（2007年7月24日～2009年3月31日）
- 水曜日
  - 雨上がり決死隊（2006年4月5日～2009年4月1日）
  - アビィ☆ラビィ船長（ほっしゃん。）（2007年4月4日～2009年4月1日）
- 木曜日
  - 山本圭一（自身が起こした不祥事のため降板。2006年4月6日～7月13日）
  - 加藤浩次（2006年4月6日～9月28日）
  - エビ（蛭子能収）（2006年4月6日～9月28日）
  - 増田和也（当時テレビ東京アナウンサー）（「こちらササキ研究所」と「キンコンヒルズ」の両方に出演。2006年4月6日～2009年4月2日）
  - 品川庄司（2006年8月3日～9月28日）
  - キングコング（2006年10月5日～2009年4月2日）
- 金曜日
  - ロンドンブーツ1号2号（2006年4月7日～2009年4月3日）
  - いもうと（2006年4月7日～2007年3月30日）
  - レギュラー（2006年6月30日～2009年4月3日）
  - 品川庄司（2006年6月30日～2007年8月24日）
  - 南海キャンディーズ（2006年6月30日～2007年8月24日）
  - 柳原可奈子（2007年8月31日～2009年4月3日）

### 変遷
| 曜日 | 出演者（2006年度） |
| ---- | --- |
| 月曜 | ガレッジセール/滝井礼乃/いもうと |
| 火曜 | ココリコ/亀井京子 |
| 水曜 | 雨上がり決死隊 |
| 木曜 | 山本圭一< - 2006年7月13日>/加藤浩次< - 2006年9月28日>/蛭子能収< - 2006年9月28日>/増田和也/品川庄司<2006年8月3日 - 9月28日>/キングコング<2006年10月5日 - > |
| 金曜 | ロンドンブーツ1号2号/いもうと/レギュラー<2006年6月30日 - >/品川庄司<2006年6月30日 - >/南海キャンディーズ<2006年6月30日 - >                                |

| 曜日 | 出演者（2007年度） |
| ---- | --- |
| 月曜 | ガレッジセール/増田和也 |
| 火曜 | ココリコ< - 2007年7月3日>/亀井京子< - 2007年7月3日>/タカアンドトシ<2007年7月24日 - >/繁田美貴<2007年7月24日 - >              |
| 水曜 | 雨上がり決死隊/ほっしゃん。                                                                                                  |
| 木曜 | 増田和也/キングコング |
| 金曜 | ロンドンブーツ1号2号/レギュラー/品川庄司< - 2007年8月24日>/南海キャンディーズ< - 2007年8月24日>/柳原可奈子<2007年8月31日 - > |

| 曜日 | 出演者（2008年度）                         |
| ---- | ------------------------------------------ |
| 月曜 | ガレッジセール/増田和也                    |
| 火曜 | タカアンドトシ/繁田美貴                    |
| 水曜 | 雨上がり決死隊/ほっしゃん。                |
| 木曜 | 増田和也/キングコング                      |
| 金曜 | ロンドンブーツ1号2号/レギュラー/柳原可奈子 |

## 放送された番組
| 放送期間                      | 月曜                  | 火曜                          | 水曜                              | 木曜                             | 金曜                            |
| ----------------------------- | --------------------- | ----------------------------- | --------------------------------- | -------------------------------- | ------------------------------- |
| 2006年4月3日 - 2006年6月30日  | ガレッジ ワザーランド | ココリコ ミリオン家族         | 撮りッたがり決死隊 トッターマンDS | 極楽とんぼの こちら ササキ研究所 | ロンブーの 怪傑! トリックスター |
| 2006年7月3日 - 2006年7月14日  | エンジョイ ガレッジ   | ココリコ ミリオン家族         | 撮りッたがり決死隊 トッターマンDS | 極楽とんぼの こちら ササキ研究所 | ロンブーの 怪傑! トリックスター |
| 2006年7月17日 - 2006年7月28日 | エンジョイ ガレッジ   | ココリコ ミリオン家族         | 撮りッたがり決死隊 トッターマンDS | スキバラ 傑作選                  | ロンブーの 怪傑! トリックスター |
| 2006年7月31日 - 2006年9月29日 | エンジョイ ガレッジ   | ココリコ ミリオン家族         | 撮りッたがり決死隊 トッターマンDS | こちら ササキ研究所              | ロンブーの 怪傑! トリックスター |
| 2006年10月2日 - 2007年3月30日 | エンジョイ ガレッジ   | ココリコ ミリオン家族         | 撮りッたがり決死隊 トッターマンDS | キンコン ヒルズ                  | ロンブーの 怪傑! トリックスター |
| 2007年4月2日 - 2007年7月6日   | ガレッジ ×ビレッジ    | ココリコ ミリオン家族         | 地球調査船 アメディゾン           | キンコン ヒルズ                  | ロンブーの 怪傑! トリックスター |
| 2007年7月9日 - 2007年7月20日  | ガレッジ ×ビレッジ    | つなぎ番組                    | 地球調査船 アメディゾン           | キンコン ヒルズ                  | ロンブーの 怪傑! トリックスター |
| 2007年7月23日 - 2009年4月3日  | ガレッジ ×ビレッジ    | タカトシの 空飛ぶチェリーパイ | 地球調査船 アメディゾン           | キンコン ヒルズ                  | ロンブーの 怪傑! トリックスター |

## ネット局など
- 全番組ローカルセールス枠であった。枠設立から最後まで全番組を同時ネットしていたTXN系列局はテレビ東京・テレビ愛知・テレビせとうちの3局のみで、テレビ大阪は火曜のみ2007年12月まで遅れネットで放送していた（テレビ大阪は2008年1月から全番組同時ネット）[要検証 – ノート]。テレビ北海道は枠設立当初から金曜日は自社制作番組に差し替えていた他、TVQ九州放送も枠設立当初から金曜日を自社制作番組に、プロ野球シーズン中の火曜日を『TVQスーパースタジアム』にそれぞれ差し替えていた。また、月 - 木曜を同時ネットしていたテレビ北海道が2007年7月以降の月曜日を金曜の『ロンブーの怪傑!トリックスター』の遅れネットに、水曜日を『Ya-Ya-yah』→『Hi! Hey! Say!』の遅れネットにそれぞれ差し替えたため、同時ネットで放送されていた『ガレッジ×ビレッジ』と『地球調査船アメディゾン』の2番組が打ち切られたため（『ガレッジ×ビレッジ』は2008年11月に遅れネットで再開）、それ以降のTXN系列全局同時ネットは木曜の『キンコンヒルズ』のみとなった。
- 岐阜放送は木曜日に、奈良テレビは『タカトシの空飛ぶチェリーパイ』を同時ネットしていた以外は、系列外局には曜日ごとに単独番組として番組販売されていた。2009年3月のスキバラ枠終了時点で全曜日の番組をネットしていたのは熊本放送のみであった。また石川県でも全番組をネットしていたが、こちらは北陸放送（月・火）、テレビ金沢（水・木）、石川テレビ（金※不定期）の3局に分かれて放送されていた。
- 「スキバラ」MCが交替した場合を除き、企画・番組名が変わってもテレビ欄には（終）や「新」の表記はされず、ただ番組名の記載が変わるのみであった。
- 系列外地方局では前述のとおり子供向けの内容にも関わらず深夜に放送しているケースも多かった[3]。

## 前後のアニメとの連携
放送直前に、月・火・水・木曜日の当番組の前に放送されていたアニメのキャラクター（主人公）がMC陣を呼びかけるジャンクションがあった。その後ステーションブレイク→スキバラという流れで番組が始まった。
水・木曜日にはスキバラのMCが後のアニメ番組のキャラクターに向けて呼びかけを行った。（テレビ愛知を除く。詳しくはメリ夫を参照。）
なお、月・水・木はアニメ番組の提供表示後すぐにジャンクションとなるが、火は一旦CMを挟む違いがあった。
曜日・放送局・時期によっては編成の都合上ジャンクションが放送されない場合があった。金曜日は各地で放送番組が異なるのでジャンクションがない。したがって、2006年4月以降に当番組の前に放送されているアニメのキャラクター（主人公）のうち、『きらりん☆レボリューション』の月島きらりはMC陣を呼びかけたことがない。これは当初から全局ネットではなかったため。ただし、きらり役の久住小春が『ロンブーの～』に出演した時には、きらりがジャンクションを務めた。
火曜日は2006年5月～9月まで、木曜日は2006年8月～9月までジャンクションが放送されなかった。また、毎年7月と8月はテレビ東京が関係する劇場アニメの宣伝に当てるため原則としてジャンクションは存在しない。同じく、既存のアニメの最終回・同日、別枠の新番組の紹介のためにジャンクションを中止して、CMや番組宣伝に充てた事もある。2008年10月1日からジャンクションを廃止していた（結果、『BLEACH』キャラは1度もタカアンドトシを呼びかける事は無かった）。終盤は各曜日のスキバラ番組の5秒間番組宣伝の後、ゴールデンタイムのバラエティかアニメ番組の宣伝を行った。
- 月曜日 2008年4月7日～2008年9月24日: 『ソウルイーター』のマカ・アルバーン → ゴリ 
  - 2007年8月20日～2008年3月31日: 『ミュータント・タートルズ』のレオナルド → ゴリ
  - 2007年7月2日～8月13日: 番組宣伝
  - 2007年4月～2007年6月: 『ミュータント・タートルズ』のレオナルド → ゴリ
  - 2006年4月～2007年3月: 『妖逆門』の三志郎 → ゴリ
- 火曜日 2007年8月21日～2008年9月16日: 『D.Gray-man』のコムイ・リー（主人公のアレンは呼びかけをしていない） → タカアンドトシ（テレビ愛知では1度だけで中止されたが、2007年10月16日に復活した。）
  - 2007年7月24日～8月14日: 番組宣伝
  - 2007年7月10日～17日: ジャンクション停止（CMに差し替え）
  - 2006年10月～2007年7月3日: 『D.Gray-man』のコムイ・リー（主人公のアレンは呼びかけをしていない） → 亀井京子アナウンサー
  - 2006年4月: 『アニマル横町』の松崎あみ → 遠藤章造
- 水曜日 2008年4月2日～2008年9月24日: 『遊☆戯☆王5D's』の不動遊星 → 雨上がり決死隊。
  - 2007年8月22日～2008年3月26日: 『遊☆戯☆王デュエルモンスターズGX』の遊城十代 → 雨上がり決死隊 → 『アイシールド21』の小早川瀬那
  - 2007年7月～8月15日:番組宣伝 → 『アイシールド21』の小早川瀬那
  - 2006年4月～2007年6月: 『遊☆戯☆王デュエルモンスターズGX』の遊城十代 → 雨上がり決死隊 → 『アイシールド21』の小早川瀬那
- 木曜日 2007年8月23日～2008年9月25日: 『銀魂』の坂田銀時 → キングコング → 『ポケットモンスター ダイヤモンド&パール』のサトシ
  - 2007年7月～2007年8月16日:番組宣伝 → 『ポケットモンスター ダイヤモンド&パール』のサトシ
  - 2006年10月～2007年6月: 『銀魂』の坂田銀時 → キングコング → 『ポケットモンスター ダイヤモンド&パール』のサトシ
  - 2006年4月～2006年7月: 『ゼーガペイン』のソゴル・キョウ → 加藤浩次

## ゴールデンスペシャル（特別番組）
ほとんどの特番が火曜日19時（20時）枠に放送している。
- ココリコミリオン大家族スペシャル（2006年6月27日 18:30～20:00）
- ロンブーの怪傑!トリックスター～有名人からの挑戦状スペシャル～（2006年8月29日 19:00～20:00）
- ココリコミリオン大家族スペシャル（2006年11月7日 18:30～19:56）
- ココリコミリオン家族&ロンブーの怪傑!トリックスター師走スペシャル（2006年12月5日 18:30～19:56）
- 芸人いい旅2人旅II 2人きりで旅なんて久しぶりじゃんSP（2007年2月27日 19:00～20:54、ぶちぬき時代からの派生特番）
  - 加藤浩次・亀井京子アナウンサー（司会）
  - ロンドンブーツ1号2号（沖縄離島）
  - キングコング（八ケ岳登山）
  - 雨上がり決死隊（日本縦断）
  - ココリコ（中国上海）
  - ガレッジセール（北海道雪見露天風呂）
  - ハイビジョン制作。スタジオトークはHD収録、ロケはSD収録。
- キンコンヒルズスペシャル（2007年3月27日 18:59～20:00）
- ロンブーの怪傑!トリックスタースペシャル（2007年10月19日金曜日 18:30～20:48、但し18:30～19:00はSP事前特番。TVQ九州放送、テレビ北海道は19:00飛び乗り）
- スキバラPresents もってけ！お年玉1000万円プレッシャーバトル ガレッジ・タカトシ・雨上がり・キンコン・ロンブー勢揃い（2008年1月4日金曜日 18:27～20:48）
  - 全編ハイビジョン制作。
- ガレッジ×ビレッジVSキンコンヒルズまとめてゴールデンやっちゃえよスペシャル(2008年3月28日金曜日18:59～20:48)
  - ハイビジョン制作だが、全編SD収録のロケだった。
- ロンブーの怪傑!トリックスタースペシャル（2008年6月26日木曜日 18:59～20:54）
  - ハイビジョン制作。
- ロンブーの怪傑トリックスター！あなたは見破れますか？新春スペシャル！！(2009年1月13日火曜日18:30~20:54)テレビ東京系列(TXNネットワーク)一斉放送
  - 上記と同様

※ スキバラ枠終了後（2009年4月以降）も「キンコンヒルズ」「ロンブーの怪傑!トリックスター」のゴールデン特番が放送された。

## ゴールデンタイムに昇格した番組
- ココリコミリオン家族
  - スキバラ時代では2006年4月4日～2007年7月3日まで放送された。プロ野球シーズン中はテレビ大阪、TVQ九州放送では不定期放送になっていた。2007年7月17日をもって晴れてゴールデンタイムに昇格した。毎週火曜日19:00～19:56（TVQ九州放送は除く）に放送されていたが、2008年12月9日に放送終了。

## 関連イベント
2008年7～8月、大久保公園の特設キャンプで「新宿7キャンプシアター」というライブが行われた。スキバラメンバー5組（田村淳は除く）とココリコ・藤井隆がそれぞれ座長を務めた。テレビ東京と吉本興業が主催し、歌舞伎町ルネッサンス計画の一環として行われた。

## エンディングテーマ
スキバラのエンディングは月替わりで全番組共通のものとなっている。番組自体が子供向けにもかかわらずロック、ヒップホップやR&B系統など若者向けの楽曲が多い傾向があった。
2006年
- 4月：（『ぶちぬき』末期の曲が引き続き使われていたため、番組ごとに異なっていた。）
- 5月：mihimaru GT『気分上々↑↑』（2006年7月20日と7月27日にももう1回O.Aされた）
- 6月：松原静香『リンク』
- 7月：マルガリマイク『シーズン・イン・ザ・サン Rap』
- 8月：BON'Z『この空の下で』
- 9月：扇愛奈『レベルアップ』
- 10月：美月『砂漠の抜け方』
- 11月：少年カミカゼ『L.A.U.G.H.I.N'』
- 12月：Splash Candy『たまごとにわとり』

2007年
- 1月：SPIRAL SPIDERS『ケピック』
- 2月：JYONGRI『Lost Girl』
- 3月：SoulJa『DOGG POUND』
- 4月：Clownfish『君とのサンデイ』
- 5月：NEVER LAND『NEVER LAND 〜光指す方へ〜』
- 6月：音速ライン『恋うた』
- 7月：ALvino『FLY HIGH』
- 8月：少年カミカゼ『閃光花火』
- 9月：ROLL DAYS『PLASTIC SUMMER』
- 10月：砂川恵理歌『笑』
- 11月：tomboy『Superstar』
- 12月：the ARROWS『さよならミュージック』

2008年
- 1月：So'Fly『星に唄えば 〜sing in the stars feat. ITT〜』
- 2月：Seek『なんで!? -MONO panic!!!?-』
- 3月：SUEMITSU & THE SUEMITH『Boyz, Boy Don't Cry』
- 4月：Foxxi misQ『X・B・F』
- 5月：So'Fly『ROCKSTAR』
- 6月：なし（過去数ヶ月分のエンディングテーマ曲を再使用）
- 7月：エイジアエンジニア『絶対負けない!』
- 8月：ピストルバルブ『Unofficial』
- 9月：遊吟『あの日の2人のように』
- 10月：天上智喜『Near ～Thoughtful・1220～』
- 11月：ONE☆DRAFT『アイヲクダサイ』
- 12月：COLDFEET『In the Middle of the Night』

2009年
- 1月：デーモン小暮閣下『熱くなれ!!』
- 2月：INFLAVA『せつないんぐ。』
- 3月：tick『キズナ』

## 全曜日共通のスタッフ
- 監修 : 斉藤敏豪
- ブレーン : 鈴木工務店、たちばなひとなり、北本かつら
- プロデューサー : 山崎圭介・大庭竹修（テレビ東京）
- アシスタントプロデューサー : 竹内美佳（テレビ東京）

### 過去のスタッフ
- チーフプロデューサー : 近藤正人（テレビ東京）
- プロデューサー : 林正樹（吉本興業）